# Comté d'Orange (Californie)
Pour les articles homonymes, voir Comté d'Orange et Orange.
 (juillet 2018).
Si vous disposez d'ouvrages ou d'articles de référence ou si vous connaissez des sites web de qualité traitant du thème abordé ici, merci de compléter l'article en donnant les références utiles à sa vérifiabilité et en les liant à la section « Notes et références ».
Le comté d'Orange (en anglais : Orange County) est un comté de l'État de Californie et l'une des principales régions du Grand Los Angeles. Son chef-lieu est Santa Ana et sa plus grande ville Anaheim. Avec une population de 3 186 989 habitants en 2020, ce comté est le troisième de cet État, et le sixième des États-Unis. Il est renommé pour sa richesse et son conservatisme politique. C'est une grande destination touristique : on y trouve Disneyland (à Anaheim), des kilomètres de plages qui attirent surfeurs et baigneurs, et de nombreux parcs.

## Histoire
Des membres des peuples amérindiens Tongvas et Juaneño/Luiseño habitent la région pendant longtemps. Après l'expédition espagnole de Gaspar de Portolà de 1769, une autre expédition menée par Junípero Serra nomme la région Vallejo de Santa Ana (vallée de Sainte Anne). Le 1er novembre 1776, la mission San Juan Capistrano devient la première colonie permanente européenne de ce territoire.
La sécheresse destructrice des années 1860 dévaste l'industrie de l'élevage de bétail qui prévalait auparavant, et beaucoup de terres sont réparties entre divers barons comme Richard O'Neill, Sr. et James Irvine. En 1887, la découverte d'argent dans les monts Santa Ana attire les colons qui affluent grâce aux voies de chemin de fer. Vu sa croissance, la législature californienne décide de diviser le comté de Los Angeles en deux pour créer le comté d'Orange en tant qu'entité politique séparée, le 11 mars 1889. Le comté est nommé ainsi en l'honneur de son plus célèbre produit, mais les cultures d'autres agrumes, d'avocats et l'extraction du pétrole sont tout aussi importantes pour la jeune économie régionale.
Le comté d'Orange bénéficie grandement de l'achèvement de la construction de la Pacific Electric Railway, le 4 juillet 1904, qui relie Los Angeles à Newport Beach et à Santa Ana. Cela rend le comté plus accessible aux habitants de Los Angeles et les célébrités de la jeune industrie hollywoodienne commencent à y venir passer leur temps libre. Ce mouvement devient tellement important que la ville de Pacific City change son nom pour Huntington Beach en l'honneur d'Henry Edwards Huntington, président de la Pacific Electric, et neveu de Collis Potter Huntington. Les moyens de transport s'améliorent par la suite avec l'arrivée de l'U.S. Route 101 (maintenant en grande partie remplacée par l'Interstate 5) dans les années 1920.
L'agriculture commence à décliner après la Seconde Guerre mondiale mais ce n'est pas au détriment de la prospérité du comté, qui commence alors à prendre son essor. Avec la finition de l'Interstate 5 en 1954 les villes du comté deviennent principalement des villes dortoirs pour beaucoup ceux qui déménagèrent vers la Californie du Sud dans le but de travailler dans l'aérospatiale et l'industrie. L'ouverture de Disneyland à Anaheim a aussi un impact important en 1955.
En 1969, Richard Nixon, né à Yorba Linda dans le comté d'Orange, devient le 37e président des États-Unis. Dans les années 1980, la population dépasse les 2 millions d'habitants, ce qui fait du comté le deuxième plus peuplé de Californie.
En 1994, le comté déclare faillite à la suite de la mauvaise gestion de son trésorier Robert Citron.
Ces dernières années, le comté a été caractérisé par un conflit entre les vieilles villes du nord et les nouvelles communautés du sud à propos du développement, de la construction de nouvelles routes à péage, et la proposition de la construction (récemment annulée) d'un aéroport international à l'emplacement de l'ancienne El Toro Marine Corps Air Station, ayant pour but de désengorger le trafic de l'aéroport John-Wayne. L'ancienne base sera détruite pour laisser place à un parc et à de nouveaux lotissements.

## Géographie
Le comté d'Orange est bordé au sud-ouest par l'océan Pacifique, au nord-ouest par le comté de Los Angeles, au nord-est par le comté de San Bernardino, à l'est par le comté de Riverside et au sud par le comté de San Diego. Il fait partie de la région urbaine du Grand Los Angeles.
La partie septentrionale du comté s'étend sur la plaine côtière du Bassin de Los Angeles alors que la moitié sud repose sur les contreforts des montagnes de Santa Ana. La plupart des habitants résident dans l'une des deux vallées superficielles du bassin, la vallée de Santa Ana et la vallée de Saddleback.
Les villes du comté sont interconnectées par un réseau d'autoroutes que les résidents appellent communément par leur numéro au lieu de leur nom habituel. La plus importante est la Santa Ana Freeway, (une portion de l'Interstate 5), qui va du nord au sud en coupant en deux la longueur du comté. Elle rejoint une autre route nord-sud, l'autoroute de San Diego - l'Interstate 405, à Irvine. Leur point de rencontre à El Toro Y crée l'un des échangeurs routiers les plus utilisés des États-Unis.

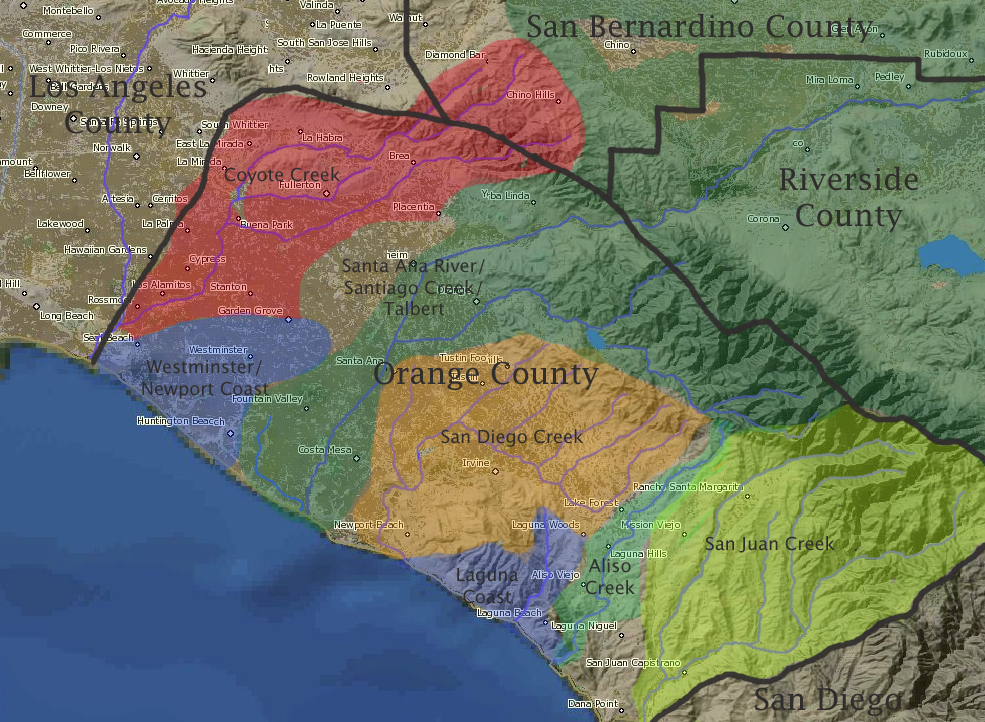
Carte relevant les bassins versants et les cours d'eau principaux (avec leurs affluents) du comté d'Orange.

La Santa Ana River est le plus important fleuve du comté ; son principal affluent au sud et à l'est est Santiago Creek. Les autres cours principaux d'eau sont Aliso Creek, San Juan Creek et Horsethief Creek ; au nord, la San Gabriel River traverse brièvement le comté avant de se jeter dans le Pacifique à la frontière entre les comtés d'Orange et de Los Angeles, entre Long Beach et Seal Beach. Laguna Beach comprend les seuls lacs naturels du comté, les Laguna Lakes, qui ont été formés par la remontée d'eaux rencontrant une faille souterraine.
Les habitants divisent donc souvent leur comté en une partie Nord et une partie Sud, ce qui est opposé à la division de type est-ouest caractérisée par les villes de la côte et de l'intérieur du pays. Cette division n'est pas officielle, mais on peut la tracer quelque part au long des villes de Tustin, Irvine et Costa Mesa-Newport Beach. Bien qu'il y ait une différence topographique entre le nord du comté, plus élevé, et le sud-ouest, composé par des terres côtières plus basses, il n'y a pas vraiment de division géographique entre le nord et le sud du comté. La Santa Ana River divise à peu près le comté entre le nord-ouest et le sud-est (qui représentent respectivement environ 40 et 60 % de la superficie totale), mais elle ne constitue pas une frontière économique, politique ou culturelle.

## Climat
Le comté d'Orange a un climat typique méditerranéen : l'hiver doux et l'été chaud. Il y a 320 jours de soleil par an. Au mois de décembre, la température monte vers 18 à 21 °C (selon les villes) l'après-midi, mais baisse jusqu'à 9 à 10 °C la nuit. L'été, il fait jusqu'à 28 °C, voire 30 °C pendant les jours de fortes chaleurs. Cela dépend des villes, au bord de la mer il fait plus doux : 28 °C mais par exemple à Yorba Linda il peut faire 35 °C. Il pleut 20 jours par an.

## Démographie
| 1890   | 1900   | 1910   | 1920   | 1930    | 1940    |
| ------ | ------ | ------ | ------ | ------- | ------- |
| 13 589 | 19 696 | 34 436 | 61 375 | 118 674 | 130 760 |

| 1950    | 1960    | 1970      | 1980      | 1990      | 2000      |
| ------- | ------- | --------- | --------- | --------- | --------- |
| 216 224 | 703 925 | 1 420 386 | 1 932 709 | 2 410 556 | 2 846 289 |

| 2010      | 2020      | - | - | - | - |
| --------- | --------- | - | - | - | - |
| 3 010 232 | 3 186 989 | - | - | - | - |

| Groupe            | Comté d'Orange | Californie | États-Unis |
| ----------------- | -------------- | ---------- | ---------- |
| Blancs            | 60,8           | 57,6       | 72,4       |
| Autres            | 14,5           | 17,0       | 6,2        |
| Asiatiques        | 17,9           | 13,1       | 4,8        |
| Métis             | 4,2            | 4,9        | 2,9        |
| Afro-Américains   | 1,7            | 6,2        | 12,6       |
| Amérindiens       | 0,6            | 1,0        | 0,9        |
| Océaniens         | 0,3            | 0,4        | 0,2        |
| Total             | 100            | 100        | 100        |
|                   |                |            |            |
| Latino-Américains | 33,7           | 37,6       | 16,7       |

Selon l'American Community Survey, en 2010, 55,64 % de la population âgée de plus de 5 ans déclare parler l'anglais à la maison, 26,16 % déclare parler l'espagnol, 5,43 % le vietnamien, 2,48 % le coréen, 2,23 % une langue chinoise, 1,49 % le tagalog, 0,93 % le persan, 0,62 % le japonais, 0,55 % l'arabe et 4,47 % une autre langue.

## Points d'intérêt
Le climat méditerranéen du comté et ses kilomètres de plages attirent chaque année des millions de touristes. Huntington Beach est un célèbre centre du surf surnommé « Surf City, U.S.A », et de nombreuses compétitions s'y déroulent. Les autres destinations touristiques incluent le parc à thème Disneyland, le parc Disney California Adventure à Anaheim et Knott's Berry Farm à Buena Park. Le Anaheim Convention Center est le plus grand complexe de sa catégorie situé sur la côte ouest du pays. Little Saigon est un autre centre touristique important qui accueille la plus grande concentration de Vietnamiens en dehors de leur pays. Les bâtiments remarquables sont la Crystal Cathedral de Garden Grove, le plus grand lieu de culte de Californie; le Balboa Pavilion de Newport Beach; le port d'Huntington Beach et la mission San Juan Capistrano.
Quelques-uns des quartiers les plus chers et sélectifs des États-Unis sont situés dans le comté, surtout près de la côte (la Orange Coast). De vastes centres commerciaux parsèment le comté, comme le Irvine Spectrum Center, le South Coast Plaza à Costa Mesa, Fashion Island à Newport Beach, et The Block à Orange.
Le comté possède aussi des banlieues chics (type de maisons présentées dans la série Desperate housewives) ce sont des quartiers  avec de grandes maisons de lattes en bois de couleur pastel avec piscines, jardin très entretenus qui se vendent  plusieurs millions de dollars.
Les centres touristiques principaux sont la mission San Juan Capistrano et le Richard Nixon Library & Birthplace (qui est la seule bibliothèque présidentielle privée du pays depuis que le gouvernement a construit ces bibliothèques en 1939) à Yorba Linda. La Nixon Home est un National Historic Landmark, comme l'est celle de Madam Helena Modjeska, à Modjeska Canyon dans Santiago Creek.

## Politique et administration

### Gouvernement
Le chef-lieu du comté est établi à Santa Ana. Les pouvoirs exécutif et législatif sont détenus par un Board of Supervisors de cinq membres. Chaque responsable est élu par les habitants d'un district régional. Le conseil supervise les activités des départements et des agences du comté, les services et le développement. Au début de chaque année les responsables choisissent un président et un vice-président mais l'administration est contrôlée par un administrateur professionnel, le County executive.

### Tendances politiques
Le comté d'Orange, banlieue aisée et conservatrice de Los Angeles, est longtemps considéré comme un bastion du Parti républicain.  En 2016, le comté vote cependant pour un candidat démocrate à l'élection présidentielle : une première depuis les années 1930. Deux ans plus tard, les élections de mi-mandat voient les républicains perdre tous leurs sièges au Congrès. Cette évolution s'explique par la diversification de la population du comté (avec un afflux d'Asio-Américains et de Latino-Américains) et par le rejet de Donald Trump par une partie de ces cols blancs historiquement républicains,.

## Dans la littérature et la culture populaire

### Dans les films et à la télévision
Le comté d'Orange a été le cadre de nombreux films et d'émissions télévisées.
- dans la série twisted metal Quiet parle a son frere du compté d'Orange
- Il est connu comme le cadre de la série télévisée éponyme The O.C. (Newport Beach) de 2003, bien que la série soit en réalité tournée dans le comté de Los Angeles pour conserver des prix de production bas. Cette série a été critiquée par plusieurs habitants du comté pour qui elle représente mal leur communauté.
- Il est le sujet et le cadre du film homonyme Orange County de 2002.
- Et de la sitcom Arrested Development.
- Le film Better Luck Tomorrow a été filmé dans les villes de Cypress et d'Anaheim, qui sont situées au nord du comté.
- L'action du film Life as a House est censée se passer à Laguna Beach bien que le tournage ait eu lieu dans le comté de Los Angeles.
- Laguna Beach: The Real Orange County a été filmé dans la ville côtière de Laguna Beach.
- Sayid Jarrah de la série Lost devait aller à Irvine. John Locke dit dans la série vivre à Tustin. Les deux villes sont situées dans le comté d'Orange.

### Dans la musique
Dans l'album Pigeon John is dating your sister, Pigeon John interprète une chanson nommé Orange County.
Dans l'album  The Sweet Escape (2007), Gwen Stefani, originaire du comté, interprète la chanson Orange County Girl.
Jim Morrison, leader du groupe américain The Doors composera au piano une chanson intitulée Orange County Suite dédiée implicitement à sa compagne Pamela Courson originaire de ce comté.
Orange County est le berceau du pop-punk dit californien et du revival ska. Avec des groupes tels que No Doubt, Home Grown (en) ou encore The Vandals.
Le groupe Avenged Sevenfold est également originaire du comté d'Orange, plus précisément d'Huntington Beach, ainsi que le groupe de punk rock The Offspring, le groupe de stoner rock Fu Manchu, le groupe de pop rock Sugar Ray et le groupe de punk hardcore Inside Out formé par Zack de la Rocha et Vic DiCara.
Le groupe de Surf punk/Punk hardcore Agent Orange, originaire également de ce comté mettra le nom de ce dernier dans leur nom de groupe. 
Le rappeur italien Tedua, sorti en 2017 l'album "Orange County California" faisant directement référence au comté.

### Dans la littérature
Un grand nombre des romans de Dean Koontz se déroulent dans la région du comté.
Plusieurs des histoires de Michael Chabon se déroulent dans le comté d'Orange, où l'auteur a étudié à l'université de Californie à Irvine.
Le comté d'Orange est aussi le lieu où se déroule la Three Californias Trilogy de Kim Stanley Robinson. Ces livres montrent trois différents futurs du comté d'Orange.
Il est un des lieux principaux des événements des romans de Philip K. Dick, Radio libre Albemuth et Substance Mort.
Michael Moore en parle dans son livre Dégraissez-moi ça !.
C'est là que se déroule l'action des livres d'Alyson Noël Éternels.

### Jeux vidéo
- Dans le jeu vidéo de Rockstar Games, Grand Theft Auto: San Andreas, le comté d'Orange est reproduit sous le nom de Red County, regroupant de petites zones rurales fictives telles que Dillimore, Montgomery, Blueberry ou Palomino Creek.
- Une fille du jeu Leisure Suit Larry II est native du comté d'Orange.

## Villes incorporées
- Aliso Viejo, incorporée en 2001
- Anaheim, incorporée en 1870
- Brea, incorporée en 1917
- Buena Park, incorporée en 1953
- Costa Mesa, incorporée en 1953
- Cypress, incorporée en 1956
- Dana Point, incorporée en 1989

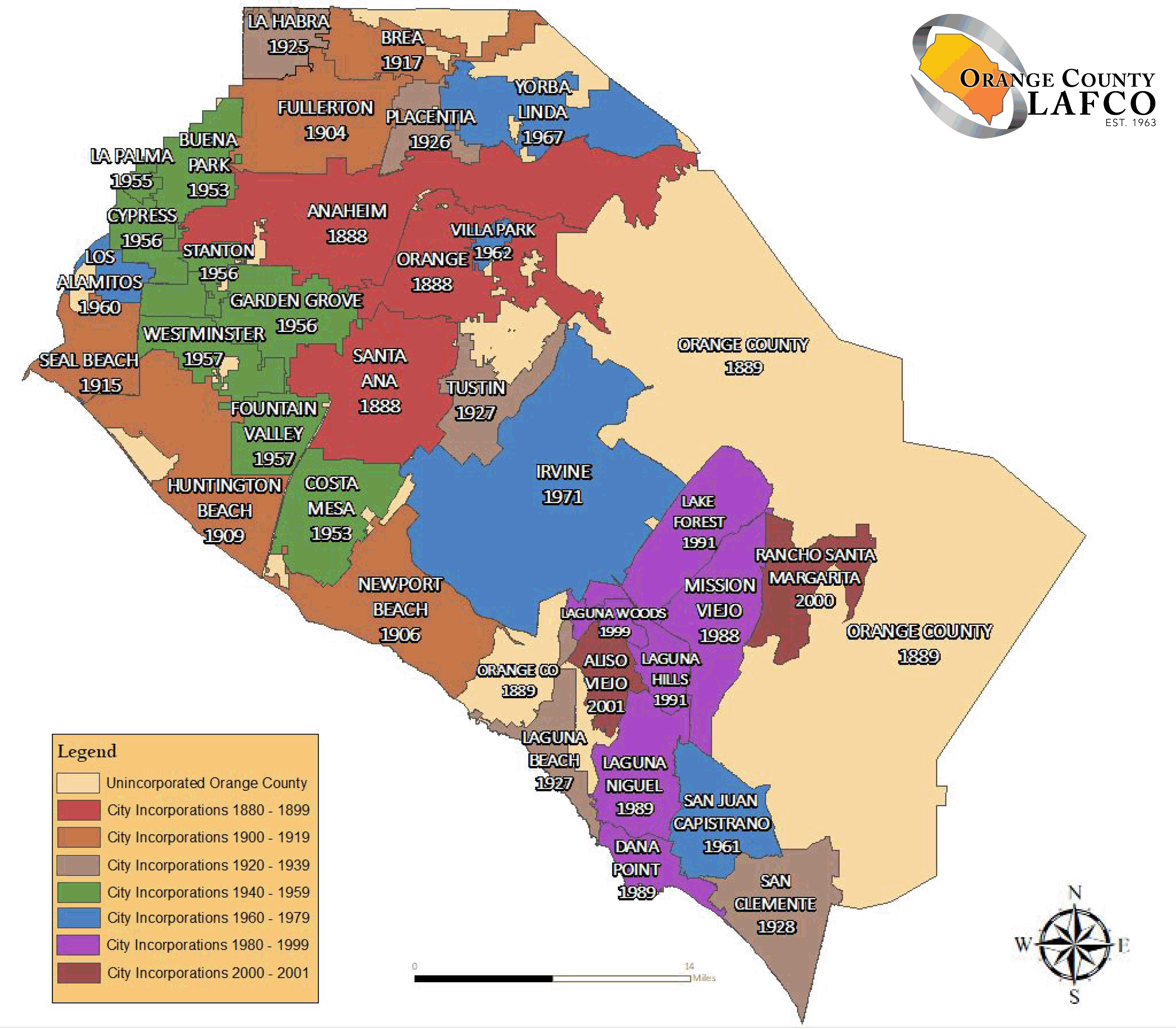
Villes du comté.

- Fountain Valley, incorporée en 1953
- Fullerton, incorporée en 1904
- Garden Grove, incorporée en 1956
- Huntington Beach, incorporée en 1909
- Irvine, incorporée en 1971
- La Habra, incorporée en 1925
- La Palma, incorporée en 1955
- Laguna Beach, incorporée en 1927
- Laguna Hills, incorporée en 1991
- Laguna Niguel, incorporée en 1989
- Laguna Woods, incorporée en 1999
- Lake Forest, incorporée en 1991
- Los Alamitos, incorporée en 1960
- Mission Viejo, incorporée en 1988
- Newport Beach, incorporée en 1906
- Orange, incorporée en 1888
- Placentia, incorporée en 1926
- Rancho Santa Margarita, incorporée en 2000
- San Clemente, incorporée en 1928
- San Juan Capistrano, incorporée en 1961
- Santa Ana, incorporée en 1886
- Seal Beach, incorporée en 1915
- Stanton, incorporée en 1956
- Tustin, incorporée en 1927
- Villa Park, incorporée en 1962
- Westminster, incorporée en 1957
- Yorba Linda, incorporée en 1967

## Communautés non incorporées
- Atwood
- Coto de Caza
- Cowan Heights
- Dove Canyon
- East Irvine
- El Modena
- Ladera Ranch
- Laguna Canyon
- Las Flores
- Lemon Heights
- Midway City
- Modjeska Canyon
- Monarch Beach
- Newport Coast (annexé à Newport Beach en 2001)
- North Laguna Hills
- Olenda
- Olive
- Orange Hills
- Orange Park Acres
- Rossmoor
- Santa Ana Heights
- Santiago Canyon
- Silverado Canyon
- South Laguna
- Sunset Beach
- Trabuco Canyon
- Trabuco Highlands
- Tustin Foothills
- West Anaheim